# Go-oo
O Go-oo foi uma suíte de programas para escritório gratuita e de código aberto, sendo uma bifurcação do projeto OpenOffice.org. Dentre as diferenças com o projeto original, o Go-oo possuía suporte a macros do Microsoft Excel (VBA) e importava gráficos do WordPerfect. Seu desenvolvimento foi descontinuado com o surgimento de uma bifurcação mais recente do OpenOffice.org, o LibreOffice, e o trabalho realizado pela comunidade do Go-oo foi anexado à nova suíte, unindo o desenvolvimento das duas comunidades em uma só bifurcação.